# Vall d'Aspa
La vall d'Aspa, (en bearnès Vath d'Aspa i en francès Vallée d'Aspe) és una vall dels Pirineus situada al departament dels Pirineus Atlàntics i la regió d'Aquitània. Només té uns 2.500 habitants. És una de les tres valls pirinenques del Bearn, conjuntament amb la d'Aussau i de Varetons.

## Parçan occitan
Segons la proposta de divisió territorial d'Occitània del diari Jornalet, basada en l'obra de Frederic Zégierman Le Guide des pays de France, la Vall d'Aspa és un parçan o comarca d'Occitània ubicada a la regió de la Gascunya, subregió del Bearn.
Oficialment, les comunes de la Vall d'Aspa estan adscrites administrativament i situades al sud-est del departament francès dels Pirineus Atlàntics, a la regió administrativa de Nova Aquitània.

## Geografia

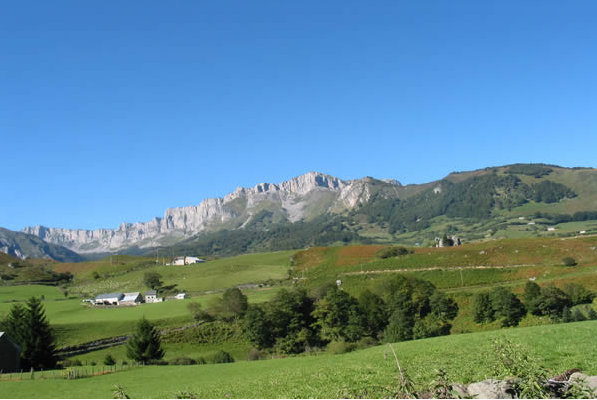
La vall d'Aspa a Lescun

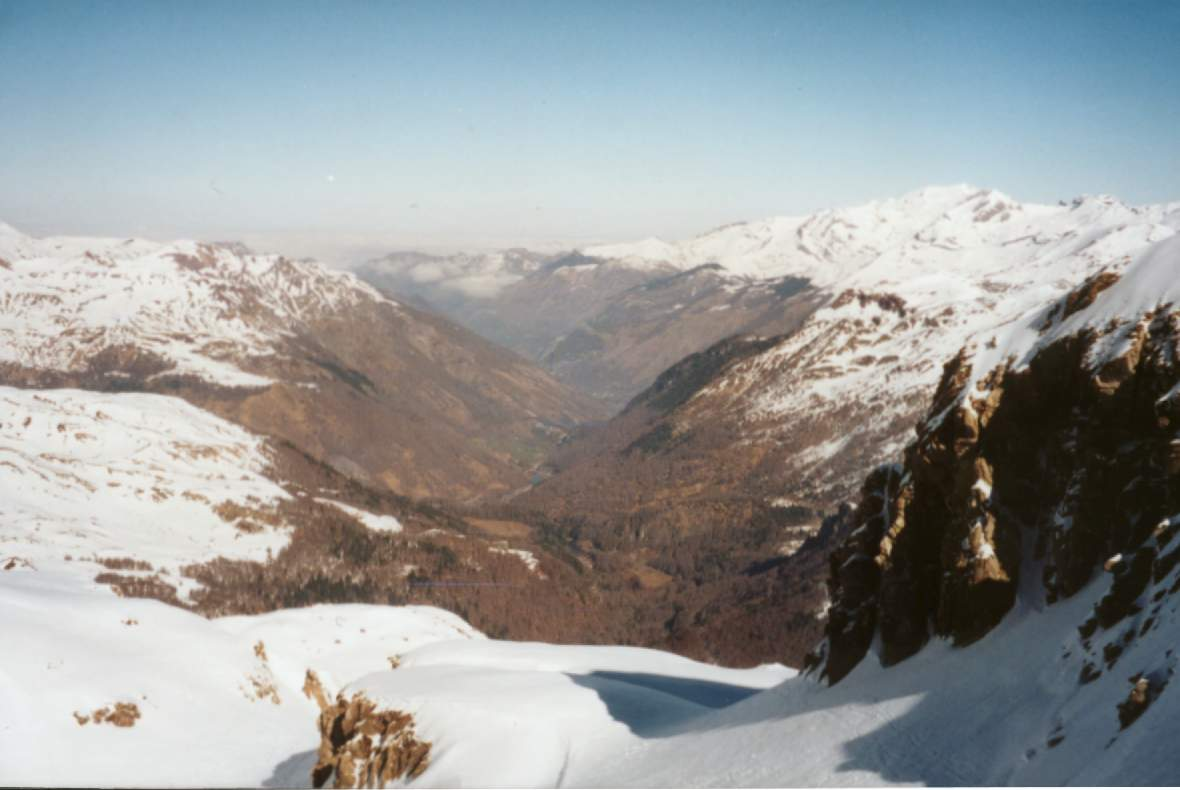
La vall d'Aspa a l'hivern vista des del cim de Candanchú

És una de les tres valls pirinenques de l'Alt Bearn, juntament amb les valls d'Aussau (a l'est) i la de Varetons (a l'oest). La vall d'Aspa està banyada pel curs de la gave d'Aspa que va des del coll de Somport, que marca la frontera amb la Vall de l'Aragó a Espanya, fins a Auloron e Santa Maria, on vessa les seves aigües a la gave d'Aussau.
A la vall hi ha tretze municipis, o comunes. De nord a sud són les següents: Escot, Ardiòs e Ishèra, Sarrança, Bedós, Òussa, Aidius, Acós, Les e Atàs, Lascun, Cèta e Eigun, Eth Saut, Bòrça i Urdòs.

### Fauna i flora
L'alta vall d'Aspa forma part del Parc Nacional dels Pirineus.
Aquesta vall és refugi de l'os bru dels Pirineus.

## Toponímia
El nom d'Aspa se cita al segle xi. Segons el lingüista Miquèu Grosclaude es podria tractar d'una arrel lingüística aquitana *as, que significaria « roca », amb el sufix afegit *pe. No es tracta d'un hidrònim perquè altres llocs porten un nom semblant: Aspet, Aspin, Azpa (Navarra).

## Lingüística
La llengua pròpia de la vall és l'occità gascó.

## Història
Va ser un lloc de pas del camí de Santiago.
El tractat de la Vesiau situà les termes entre l'Alt Aspa i l'Alt Aragó.
Al segle xix hi havia activitat metal·lúrgica per la forja construïda a Urdòs per Frédéric d'Abel.
La vall d'Aspa ha patit les conseqüències de l'èxode rural.
Els lligams amb la vall de Canfranc són actius encara, per exemple en les oficines de turisme que són comunes.

## Turisme
- L'ecomuseu reflecteix el pastoralime i el Camí de Sant Jaume[4]
- L'espai de la fauna[5] de Borce on hi ha en semillibertat fauna salvatge (isards, ossos, etc.) i animals domèstics.
- El circ de Lascun amb cims llegendaris : Les agulles d'Ansabèra, Taula dels Tres Reis.
- El camin de la Mâture tallat a la mateixa roca: utilitzat per l'explotació forestal al segle xviii.
- El fort del Portalet (dit fort d'Urdòs, però gairebé tot és a la comuna d'Eth Saut)
- La vall de Copen, 9 ha de la qual són espai natural protegit.
- les festes i festivals,[6] la transhumància a Ardiòs e Ishèra, la festa del formatge a Eth Saut.